# Bún Mạch Tràng

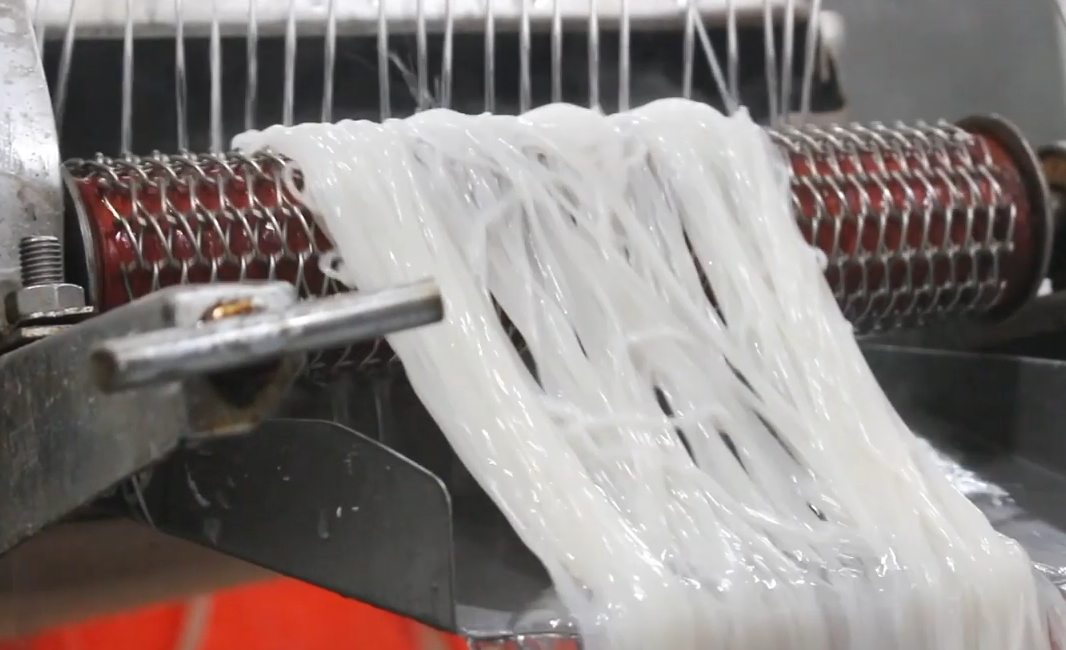
Một công đoạn sản xuất bún Mạch Tràng

Bún Mạch Tràng (còn gọi là bún tiến vua, bún đen), là một món bún đặc sản thuộc làng Mạch Tràng, xã Cổ Loa, huyện Đông Anh, Hà Nội. Nhiều cơ quan báo chí tại Việt Nam cho rằng  truyền thống làm bún này đã xuất hiện hơn 2000 năm và đây còn là món ăn yêu thích của vua An Dương Vương.

## Lịch sử và truyền thuyết
Theo nhiều cơ quan báo chí tại Việt Nam, truyền thuyết về bún Mạch Tràng bắt nguồn từ việc trong lúc chuẩn bị yến tiệc cho lễ ăn hỏi công chúa Mỵ Châu, người đầu bếp đã làm đổ bột gạo vào chiếc rổ đặt trong vạc nước sôi. Vì quá hốt hoảng nên anh ta vội vàng nhấc chiếc rổ lên và thấy bột gạo đã kết thành những dây dài màu trắng. Tỏ ra tiếc của và không biết làm gì, anh ta bèn cho sợi bột trắng đó vào xào với rau cần, làm món ăn lót dạ dâng vua An Dương Vương. Khi món ăn được dâng lên, vua An Dương Vương tỏ ra thích thú khi thấy trên bàn tiệc xuất hiện một món ăn lạ nên hết lời khen ngợi. Từ đó, món bún xào rau cần trở thành món ăn đặc biệt trong thực đơn đãi khách của nhà vua. Theo Sở Văn hoá và thể thao Hà Nội, thời kì An Dương Vương, gạo để nấu cơm cho vua và làm bún là từ giống lúa Mạch được vua An Dương Vương mang từ Phú Thọ về và dạy cho dân chúng trồng, vì thế nên tên làng được đặt là Mạch. Sau này, thời vua Ngô Quyền đã chọn làng Mạch để mở trường học Quốc gia, nên gọi là Mạch Trường, dân gian nói lái là Mạch Tràng và thành tên gọi của làng từ đó đến nay.
Cũng theo truyền thuyết trên, bún Mạch Tràng trở thành món ăn đặc sản của vùng Cổ Loa; được dâng cúng hằng năm vào dịp lễ hội đền Cổ Loa (ngày 6 tháng giêng âm lịch), hay ngày 13 tháng 8 (ngày ăn hỏi công chúa Mỵ Châu). Người làng Mạch Tràng cũng lấy làm "tự hào" vì nguồn gốc của sợi bún của làng mình gắn liền với truyền thuyết này.

## Chế biến
Bún Mạch Tràng mang màu trắng ngà được xem là đặc trưng. Sợi loại bún này dài và dai hơn sợi bún của nhiều vùng nông thôn tại Việt Nam khác, điều này là do là công thức riêng của những người làm bún Mạch Tràng.
Sự khác biệt trong cách thức làm bún của làng Mạch Tràng với những vùng quê khác là trước khi mang đi xay thành bột, gạo thường được ủ bằng chăn trong khoảng 2 đến 4 ngày tùy thuộc vào điều kiện thời tiết, sau đó mang phần gạo đã ngâm vào xay cùng với nước để tạo thành bột gạo. Sau khi ủ, gạo được vớt ra rửa sạch rồi cho vào ngâm trong nước từ 1 đến 2 ngày cho đến khi hạt gạo mềm thì xay. Nước bột được mang đi ngâm khử chua 2 ngày rồi đưa lên bàn ép thành bột. Những người làm bún sẽ cắt bột, sau đó đem luộc chín rồi cho vào cối xay giã nhuyễn, cuối cùng đưa vào khuôn vắt tay thành sợi bún. Ở công đoạn xếp bún, họ rải một lớp lá ngái dưới đáy một chiếc thúng trước khi xếp vào.
Theo những người làm bún, công nghệ làm bún Mạch Tràng kỹ tới mức chỉ cần bóp nhẹ tay là hạt gạo đã bị tan. Loại bún này chỉ bảo quản được trong 1 đến 2 ngày.

## Di sản
Một tờ báo nhận định tuy không "trắng và bóng bẩy" như những loại bún ở địa phương khác tại Việt Nam nhưng bún Mạch Tràng vẫn được người ăn nhớ tới bởi hương vị. Báo Hànộimới nhận xét bún Mạch Tràng không chỉ là món ăn dân dã của người dân Cổ Loa mà còn là "sợi dây nối với lịch sử". Loại bún này cũng là món ăn được lưu truyền qua nhiều đời ở Cổ Loa và là ẩm thực không thể thiếu trong các dịp lễ, tết quan trọng của địa phương. Bún Mạch Tràng có thể kết hợp với nhiều món ăn khác và xuất hiện trong cuộc thi ẩm thực chuyên nghiệp Chiếc thìa vàng năm 2016.

## Vấn đề
Dù nghề làm bún ở Mạch Tràng đã có bề dày lịch sử đáng kể, nhưng bún Mạch Tràng vẫn chưa có sức ảnh hưởng đáng kể với nhiều người ngoài khu vực. Tuy  thường xuyên được mang tới các gian hàng hội chợ triển lãm, không chỉ dừng lại ở phạm vi thờ cúng nhưng loại bún này vẫn chỉ được biết đến và tiêu thụ chủ yếu ở một số xã và chợ lân cận trong huyện Đông Anh. Nguyên nhân được cho là do trong làng chỉ không còn nhiều nhà giữ nghề làm bún gia truyền, cùng với đó là lượng bún được sản xuất hàng ngày không nhiều nên chỉ đủ tiêu thụ trong vùng. Một tờ báo khác lại cho rằng bún Mạch Tràng vẫn được tiêu thụ "rất tốt" trên thị trường và khẳng định "sản phẩm làm ra không bao giờ lo ế" và đang chú trọng đến việc sản xuất sạch.

### Biện pháp
Một ước tính năm 2016 cho thấy ở Thành Cổ Loa thời xưa có tới hơn 500 hộ làm bún nhưng theo thời gian cùng sự loạn lạc nên đã gần như bị thất truyền, số gia đình làm bún chỉ còn lại 5 hộ và đang đứng trước tương lai bị biến mất. Thậm chí bún Mạch Tràng còn được coi là nghề nghiệp chính của cả làng ngày xưa. Nhằm giữ nghề làm bún truyền thống cho làng Mạch Tràng, xã Cổ Loa đã triển khai chính sách hỗ trợ trong đó có việc phó chủ tịch Uỷ ban nhân dân xã Cổ Loa vào năm 2009 đã thực hiện một dự án xây dựng mô hình sản xuất bún và giao cho làng Mạch Tràng lựa chọn 7 hộ gia đình có đủ điều kiện về máy móc, kỹ thuật để triển khai. Dự án có tổng kinh phí hơn 140 triệu đồng. Tuy nhiên, chỉ có 4 hộ đăng ký, 1 hộ dân vẫn làm nghề bằng phương pháp thủ công truyền thống.
Sau nhiều năm thử nghiệm sản xuất bún bằng công nghệ thủ công kết hợp hiện đại, một công ty tại Thành phố Hồ Chí Minh đã tiếp nối nghề truyền thống cho bún cổ truyền Mạch Tràng như một "đại diện hiện đại". Đến năm 2018, bún Mạch Tràng được công nhận là sản phẩm nhãn hàng truyền thống theo quyết định của Uỷ ban nhân dân Thành phố Hà Nội.